# Taeniaptera vulpes
Taeniaptera vulpes är en tvåvingeart som beskrevs av Cresson 1926. Taeniaptera vulpes ingår i släktet Taeniaptera och familjen skridflugor. Inga underarter finns listade i Catalogue of Life.